# 岡田宇之助

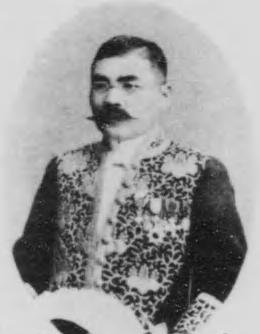
岡田宇之助

岡田 宇之助（おかだ うのすけ、1872年12月30日（明治5年12月1日） - 1949年（昭和24年）10月17日）は、日本の内務官僚。官選県知事。旧姓・原。

## 経歴
兵庫県出身。原丈之助の弟として生まれ、岡田家の養子となる。第三高等学校を卒業。1896年、東京法学院（現・中央大学）を卒業。1897年12月、文官高等試験行政科試験に合格。内務省に入省し内務属となる。
以後、島根県参事官、長野県参事官、同事務官・第一部長兼第三部長、愛媛県事務官、同内務部長などを歴任。
1912年12月、茨城県知事に就任。青柳橋の架橋、水海道分署新築、御大礼記念教育館建設、県道整備計画の策定などに尽力。1917年1月、佐賀県知事に転任。同年12月に休職となる。1918年5月20日に退官。その後、住友合資会社理事となり、1925年に退職した。

## 親族
- 養子 岡田文秀（内務官僚）